# Paragymnomerus signaticollis
Paragymnomerus signaticollis  (лат.) — род одиночных ос семейства Vespidae.

## Распространение
Палеарктика: Закавказье, Крым, Узбекистан, Таджикистан, Туркмения.

## Описание
Гнёзда в земле. Взрослые самки охотятся на личинок насекомых для откладывания в них яиц и в которых в будущим появится личинка осы. Провизия — ложногусеницы пилильщиков.
- Подвид Paragymnomerus signaticollis tauricus (Kostylev, 1940)